# Hami Mandıralı
Hami Mandıralı (ur. 20 lipca 1968 w Trabzonie) – piłkarz turecki grający na pozycji napastnika. Trener piłkarski.

## Kariera klubowa
Karierę piłkarską Hami rozpoczął w rodzinnym Trabzonie, w tamtejszym klubie Trabzonspor. Już w wieku 10 lat podjął treningi w tym klubie, a mając lat 17 został członkiem pierwszego składu. W sezonie 1987/1988 udanie wprowadził się zespołu i zdobył w nim 17 goli. Także w kolejnych sezonach był jednym z najskuteczniejszych strzelców nie tylko Trabzonsporu, ale i tureckiej pierwszej ligi. Swój pierwszy sukces osiągnął w 1990 roku, gdy dotarł do finału Pucharu Turcji, a w 1992 roku zdobył go. W sezonie 1994/1995 został zarówno wicemistrzem Turcji, jak i sięgnął po swój drugi w karierze krajowy puchar. Wicemistrzostwo turckiej ligi wywalczył także rok później, a w 1997 roku wystąpił w finale tureckiego pucharu.
Latem 1998 roku Hami przeszedł do niemieckiego FC Schalke 04 z Gelsenkirchen, prowadzonego przez trenera Huuba Stevensa. W Bundeslidze zadebiutował 15 sierpnia w przegranym 0:3 wyjazdowym spotkaniu z Borussią Mönchengladbach. W Schalke był jednak rezerwowym dla pary napastników Martin Max - Youri Mulder. Zdobył łącznie trzy gole w lidze, we dwóch ostatnich kolejkach: z Eintrachtem Frankfurt (2:3) oraz z TSV 1860 Monachium (5:4), a po sezonie wrócił do Turcji.
W 1999 roku Hami ponownie został piłkarzem Trabzonsporu. Grał tam przez trzy sezony, ale nie osiągnął większych sukcesów. W sezonie 2002/2003 występował w MKE Ankaragücü, a po jego zakończeniu udał się na piłkarską emeryturę. Z 213 golami jest obecnie trzecim najskuteczniejszym graczem w historii tureckiej ligi.
| Sezon   | Klub           | Kraj   | Rozgrywki  | Mecze | Bramki |
| ------- | -------------- | ------ | ---------- | ----- | ------ |
| 1987/88 | Trabzonspor    | Turcja | Süper Lig  | 37    | 17     |
| 1988/89 | Trabzonspor    | Turcja | Süper Lig  | 33    | 22     |
| 1989/90 | Trabzonspor    | Turcja | Süper Lig  | 33    | 6      |
| 1990/91 | Trabzonspor    | Turcja | Süper Lig  | 30    | 13     |
| 1991/92 | Trabzonspor    | Turcja | Süper Lig  | 28    | 18     |
| 1992/93 | Trabzonspor    | Turcja | Süper Lig  | 27    | 13     |
| 1993/94 | Trabzonspor    | Turcja | Süper Lig  | 26    | 15     |
| 1994/95 | Trabzonspor    | Turcja | Süper Lig  | 33    | 16     |
| 1995/96 | Trabzonspor    | Turcja | Süper Lig  | 30    | 13     |
| 1996/97 | Trabzonspor    | Turcja | Süper Lig  | 31    | 18     |
| 1997/98 | Trabzonspor    | Turcja | Süper Lig  | 26    | 20     |
| 1998/99 | FC Schalke 04  | Niemcy | Bundesliga | 22    | 3      |
| 1999/00 | Trabzonspor    | Turcja | Süper Lig  | 29    | 13     |
| 2000/01 | Trabzonspor    | Turcja | Süper Lig  | 30    | 18     |
| 2001/02 | Trabzonspor    | Turcja | Süper Lig  | 22    | 4      |
| 2002/03 | MKE Ankaragücü | Turcja | Süper Lig  | 8     | 1      |

## Kariera reprezentacyjna
W reprezentacji Turcji Hami zadebiutował 11 listopada 1987 roku w przegranym 0:1 spotkaniu eliminacji do Euro 88 z Irlandią Północną. W 1996 roku został powołany przez selekcjonera Fatiha Terima do kadry na Euro 96. Tam był rozegrał dwa grupowe spotkania: z Chorwacją (0:1) i z Danią (0:3). Ostatni mecz w kadrze narodowej rozegrał w marcu 1999 roku przeciwko Mołdawii (2:0). Łącznie wystąpił w niej 40 razy i strzelił 8 goli.